# Vikingskipet
Vikingskipet er en af verdens største indendørs skøjtebaner med plads for hurtigløb på skøjter såvel som for bandy. Vikingeskipet er beliggende i Hamar i Norge.
Arenaen blev bygget til Vinter-OL 1994.